# نبرد لاندیز لین
نبرد لاندیز لین (انگلیسی: Battle of Lundy's Lane) همچنین شناخته شده با نام دیگر نبرد آبشار نیاگارا، نبردی است میان انگلیس و آمریکا از سری جنگ‌های موسوم به جنگ ۱۸۱۲ که در تاریخ ۲۵ ژوئیه ۱۸۱۴ صورت گرفت، مکان وقوع این نبرد نیاگارا فالز، انتاریو بود، این نبرد یکی از خونین‌ترین نبردهای رخ داده در این مجموعه از درگیری‌ها بود و یکی از مرگبارترین نبردهایی است که در خاک کانادا روی داده است.
آغاز نبرد به شکل کاملاً تاکتیکی و حساب شده بود اما در نهایت استراتژی بریتانیا منجر به پیروزی آنها گردید و این به دلیل آن بود که نیروهای آمریکایی به دلیل افزایش تلفات وارده بالغ بر ۱۵۰۰ مجروح و از جمله ۲۵۸ کشته در تنگنا قرار گرفتند.

## نگارخانه

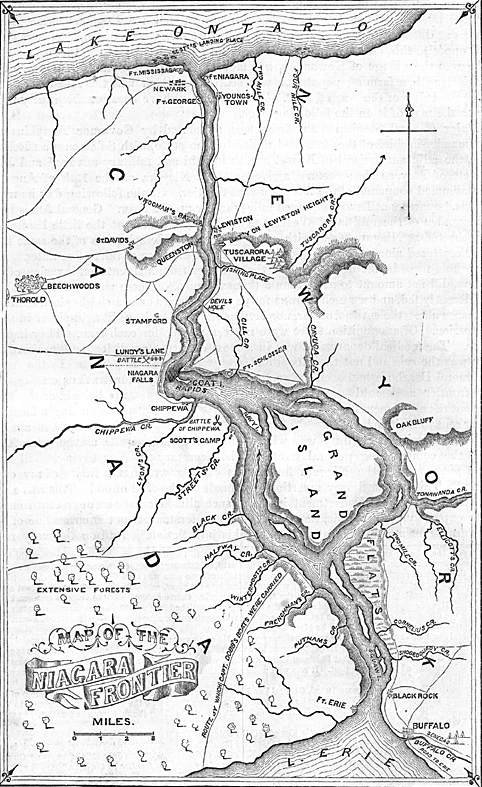
نقشه مرزهای سرحدی منطقه نیاگارا
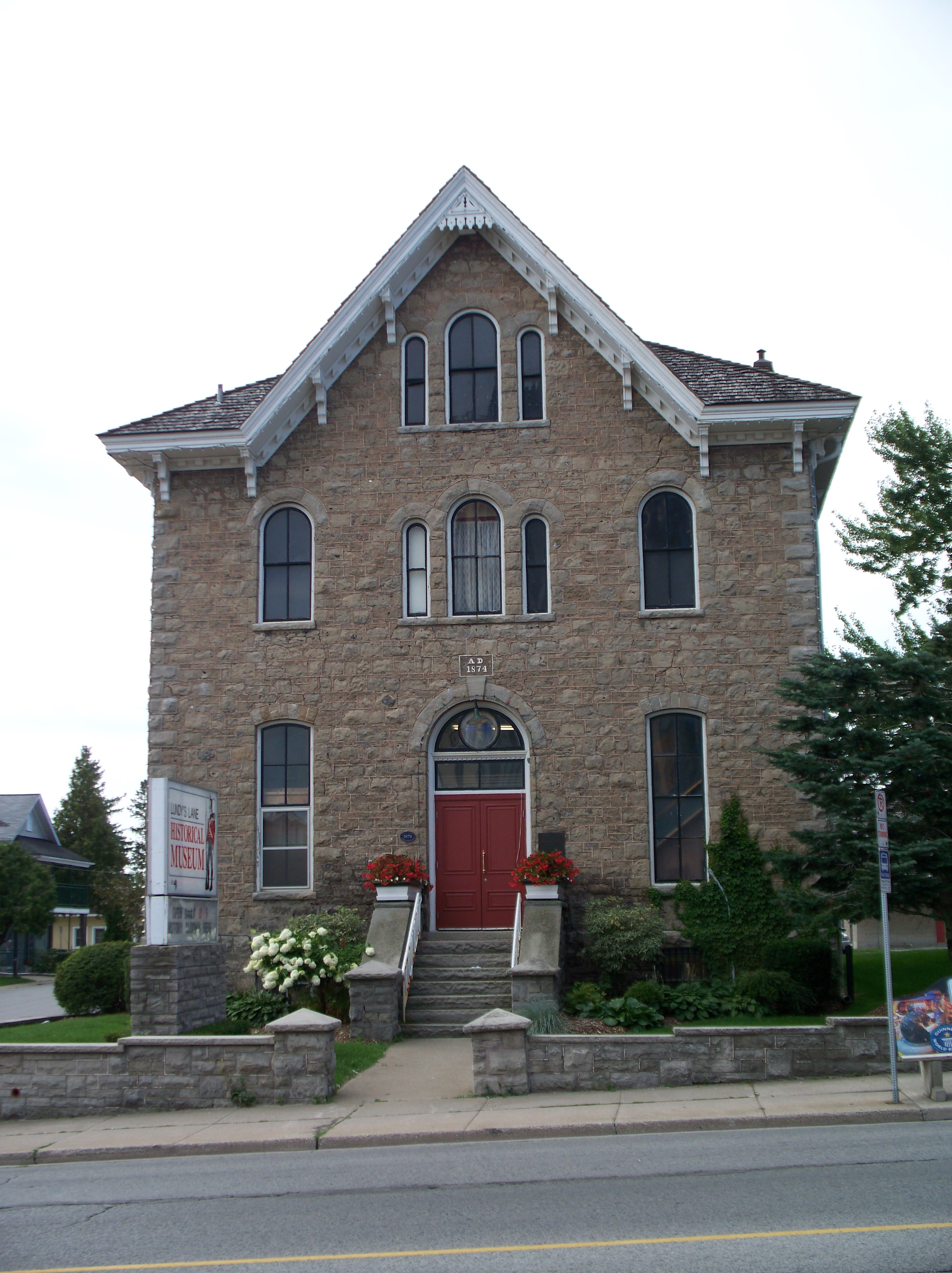
موزه تاریخی لاندیز لین

## یادداشت
1. ↑  Borneman p. 196.
2. ↑  Quimby, p. 543.
3. ↑  Barbuto, p. 229.
4. ↑  Quimby, pp. 543–544.
5. ↑  Graves (1997), pp. 261–262.
6. ↑  Graves (1997), pp. 257–258.
7. ↑  Graves (1993), p. 173.
8. ↑  Graves (1993), p. 174.
9. ↑  Wood, p. 164.
10. ↑  Graves (1993), p. 175.
11. ↑  Whitehorne, pp. 149–150.
12. ↑  Heidler (2004), p. 161.
13. ↑  Belanger (2009), p. 72.